# Protognathosaurus oxyodon
Protognathosaurus oxyodon es la única especie conocida del género extinto  Protognathosaurus  (“primer mandíbula de lagarto”) de dinosaurio saurópodo eusaurópodo, que vivió a mediados del período Jurásico, hace aproximadamente 165 a 160 millones de años, entre el Bathoniense y el Calloviense, en lo que es hoy Asia. Encontrado en la Formación Xiashaximiao de Sichuan, China. La especie tipo, P. oxyodon, fue originalmente descrita por  Zhang en 1988 como Protognathus oxyodon, Sin embargo, el nombre genérico estaba preocupado, ya en uso, por un género de escarabajo extinto, Protognathus (Basilewsky, 1950 ). Por lo tanto, George Olshevsky cambió el nombre de la especie a combinatio nova Protognathosaurus oxyodon en 1991. El nombre genérico se deriva del griego πρῶτος, protos, "primero", y γνάθος, gnathos, "mandíbula". El nombre específico se deriva del griego ὀξύς, oxys , "agudo" y ὀδών, odon , "diente". Protognathosaurus es conocido por una inusual mandíbula  inferior fragmentaria, holotipo CV 00732 antes catalogada como ChM V732. El fragmento consiste en el dentario frontal izquierdo y muestra dieciocho posiciones dentales, algunas de las cuales todavía contienen dientes de reemplazo afilados, por lo que se nombró al género. La mayoría de los investigadores consideran que Protognathosaurus es un nomen dubium.